# Farthingstone
Farthingstone är en ort och civil parish i Storbritannien.   Den ligger i grevskapet Northamptonshire i riksdelen England, i den södra delen av landet, 100 km nordväst om huvudstaden London. Farthingstone ligger 151 meter över havet och antalet invånare är 179.
Terrängen runt Farthingstone är platt. Runt Farthingstone är det ganska tätbefolkat, med 129 invånare per kvadratkilometer. Närmaste större samhälle är Northampton, 16,4 km öster om Farthingstone. Trakten runt Farthingstone består till största delen av jordbruksmark.